# Olga Bondarenko
Olga Petrovna Bondarenko, en ruso Ольга Петровна Бондаренко, - (2 de junio de 1960 en Slawgorod, Krai de Altái, Rusia) Atleta rusa especialista en carreras de larga distancia que compitió representando a la Unión Soviética y fue campeona olímpica de 10.000 en los Juegos de Seúl 1988.
Bondarenko fue una de las pioneras en los 10.000 metros en categoría femenina, una prueba que solo comenzó a disputarse con regularidad a mediados de los años 1980. Ya en 1981, compitiendo aun con su apellido de soltera Krentser, había batido en Moscú el récord mundial con 32:30,80 aunque este récord no fue reconocido oficialmente por la Federación Internacional.
En cambio si lo fue el récord que estableció el 24 de junio de 1984 en Kiev con 31:13,78 rebajando en 13 segundos el récord anterior de su compatriota Raisa Sadretdinova.
Sin embargo tampoco descuidó la distancia inferior, los 3.000 metros. En los Campeonatos de Europa al aire libre de Stuttgart 1986 ganó la medalla de oro en los 3.000 m y la de plata en los 10.000 m, donde fue vencida por la noruega Ingrid Kristiansen, que para ese entonces ya había batido el récord mundial de Bondarenko. Pese a todo Bondarenko hizo la mejor marca de su vida en esta prueba con 30:57,21
Al año siguiente volvió a participar en estas dos pruebas en los Campeonatos del Mundo al aire libre de Roma 1987. Sin embargo tras lograr la clasificación para la final de los 3.000 m, decidió no participar en ella y así reservar fuerzas para la final de 10.000 m, donde se veía con más opciones de medalla. Finalmente se tuvo que conformar con el 4º puesto, en una carrera ganada otra vez por la noruega Kristiansen.
La competición más importante de su carrera deportiva fueron los Juegos Olímpicos de Seúl 1988, donde ya solo participó en los 10.000 metros, en la primera vez que esta prueba formaba parte del programa de unos Juegos. Nuevamente la gran favorita era la noruega Kristiansen, campeona mundial y europea. Únicamente parecía que la británica Liz McColgan tenía alguna opción de batirla, ya que lo había hecho dos veces durante el año. Por su parte Bondarenko parecía destinada a luchar por el bronce.
Sin embargo la final, celebrada el 30 de septiembre, se desarrolló por cauces imprevisibles, ya que Kristiansen se retiró lesionada al poco de comenzar. Bondarenko y McColgan lucharon codo con codo por la medalla de oro, y a falta de 200 metros la soviética adelantó a la británica y se encaminó hacia la medalla de oro, que logró con una buena marca de 31:05,21 Liz McColgan tuvo que conformarse con la plata (31:08,44) y la soviética Yelena Zhupieva con el bronce (31:19,81)
Olga Bondarenko se retiró del atletismo a finales de 1988.

## Resultados
| Año  | Competición                 | Lugar        | Puesto                        | Marca            |
| ---- | --------------------------- | ------------ | ----------------------------- | ---------------- |
| 1985 | Campeonato de Europa Indoor | Pireo        | 2ª en 3.000 m                 | 8:58,03          |
| 1985 | Copa del Mundo              | Canberra     | 3.ª en 10 000 m               | 32:27,70         |
| 1986 | Campeonato de Europa        | Stuttgart    | 1.ª en 3000 m 2.ª en 10 000 m | 8:33,99 30:57,21 |
| 1987 | Campeonato del Mundo Indoor | Indianápolis | 2.ª en 3000 m                 | 8:47,08          |
| 1987 | Campeonato del Mundo        | Roma         | 4.ª en 10 000 m               | 31:18,38         |
| 1988 | Juegos Olímpicos            | Seúl         | 1.ª en 10 000 m               | 31:05,21         |

## Marcas personales
- 3.000 metros - 8:33,99 (Stuttgart, 28 Ago 1986)
- 10.000 metros - 30:57,21 (Stuttgart, 30 Ago 1986)

| Predecesora: - | Campeona Olímpica de 10000 metros Seúl 1988 | Sucesora: Derartu Tulu |

- Datos: Q234999